# Телекон

Студія «Телекон» — українська компанія. Повна назва — Студія «Телекон».

## Історія
Телекон — українська телестудія, заснована у березні 1992 року.
Знімальна група, згодом організована в студію «Телекон», працювала в епіцентрі Чорнобильської катастрофи.
Студія спеціалізується на виробництві документальних фільмів, серіалів, телепрограм. Студія співпрацювала із зарубіжними компаніями: BBC (Велика Британія), NHK (Японія), CBC та 90th Parallel (Канада), M Way Films (Франція); з українськими загальнонаціональними (1 + 1, ІНТЕР, телекомпанія УКРАЇНА) та регіональними телекомпаніями.

## Телевізійні цикли
- 1997 — «Заручники свободи» (режисер І.Кобрін, 17 серій)
- 1999 — «Музичний тайм-аут» (режисер В. Майкут, 365 серій)
- 2001 — «Хроніки надій та ілюзій. Радянська Україна 1921—1991» (режисери І.Кобрін, Б.Камбуров, Т.Калужина, Л.Хоролець, 52 серії)
- 2001 — «Хроніка надій та ілюзій. Дзеркало історії» (режисери Б.Камбуров, Т.Калужина, Л.Хоролець, А.Шкарупа, Е.Макаренко, І.Кобрін, 84 серії)
- 2002 — «Старий альбом» (32 серії)
- 2003 — «Відділ Кадрів» (режисери С. Заболотний, Б.Камбуров, Т.Калужіна, 26 серій)
- 2004 — «Це Україна» (режисери В. Образ, К. Назаренко, Я. Судакова, 72 серії)
- 2005 — «Еврика» (режисери С. Заболотний, Б. Камбуров, К. Назаренко, Я. Судакова, А. Колендо, Л. Фоміних, С. Бойко, А. Мельников, Д. Кобрин, Є. Риндя та ін., 1098 серій)
- 2006 — «Хроніка надій та ілюзій. Фіз Культ Ура!» (Режисери Б.Камбуров, К.Назаренко, Л.Хоролець, 21 серія)
- 2007 — «Хроніка надій та ілюзій. Культ Ура!» (Режисери Б.Камбуров, К.Назаренко, Л.Хоролець, 31 серія)
- 2008 — «Хроніка надій та ілюзій. Обережно, діти!» (Режисер Б.Камбуров, Л.Хоролець, 30 серій)

## Документальні фільми та серіали
- 1996 — «Не хочу згадувати» (про Чорнобильську аварію) (режисер І. Кобрин)
- 2003 — «Фіалка терору» (спільно з 1 + 1, 2 серії, режисер І. Кобрин)
- 2005 — «Апельсинова долька» (спільно з 1 + 1, 3 серії, режисер І. Кобрин)
- 2005 — «Пастка» (спільно з 1 + 1, 2 серії, режисери І. Кобрин, Б. Камбуров)
- 2005 — «Слід кривавий стелиться» (спільно з 1 + 1, 2 серії, режисери І. Кобрин, Б. Камбуров)
- 2006 — «Звичайний Чорнобиль» (режисер А. Гураль)
- 2006 — «Собор на крові» (спільно з 1 + 1, 10 серій, режисер І. Кобрин)
- 2008 — «Хлібна гільйотина» (режисер І. Кобрин)
- 2011 — «Чорнобиль. 3828» (режисер С. Заболотний)
- 2013 — «1941. Заборонена правда» (спільно з телеканалом Україна, 5 серій, режисер І. Кобрин)
- 2014 — «Україна в пошуках себе» (на замовлення телеканалу Україна, 4 серії, режисери І. Кобрин, С. Заболотний)
- 2019 — «Василь Кричевський. Повернення» (режисер С. Заболотний; за підтримки БФ «ДАР»)

## Нагороди
- 1995 — Гран-прі «Золотий витязь» (Нові Сад, Югославія, 1995)
- 1996 — Гран-прі «Золота камера» (Чикаго, США, 1996)
- 1997 — Срібний приз (Хьюстон, США.)
- 2001 — Диплом за найкращу режисерську роботу на VI Міжнародному фестивалі телевізійних програм «Оксамитовий сезон» (Україна, Київ.)
- 2001 — Диплом «Найкращий продюсерський проект» професійного щорічного рейтингу «Лідери телерадіоринку України»
- 2005 — Спеціальний приз від телеканалу «Інтер +» (фестиваль «Відкрий Україну»)
- 2007 — Національна премія «ТЕЛЕТРІУМФ-2007»
- 2007 — «Кінолев-2007» в номінації «Найкраща телевізійна культурологічна програма»
- 2007 — Гран-прі Всеукраїнського журналістського конкурсу «ЗМІ за толерантність и консолідацію українського суспільства»
- 2012 — Гран-прі Міжнародний кінофестиваль документального кіно «Кінолітопис» у Києві (Україна)
- 2013 — Найкращий режисер документального фільму «ТЕЛЕТРІУМФ-2013»